# Here Are the Sonics
| Recensione | Giudizio |
| ---------- | -------- |
| AllMusic   | [ 1 ]    |

Here Are the Sonics è l'album di debutto del gruppo musicale statunitense The Sonics, pubblicato nel 1965 dalla Etiquette Records e ristampato nel 1999 dalla Norton Records.

## Il disco
Here Are the Sonics è uno dei primi album proto-punk.
Nella ristampa della Norton Records, pubblicata nel 1999, furono incluse quattro tracce bonus: Keep a Knockin' (la b-side originale di The Witch), Don't Believe in Christmas, Santa Claus e The Village Idiot (tre brani pubblicati precedentemente su un album natalizio della Etiquette).

## Tracce
1. The Witch – 2:40 (Gerry Roslie)
2. Do You Love Me (Cover dei Contours) – 2:18 (Berry Gordy)
3. Roll Over Beethoven – 2:49 (Chuck Berry)
4. Boss Hoss – 2:24 (Gerry Roslie)
5. Dirty Robber (Cover dei Wailers) – 2:02 (Rick Dangel, John Greek, Kent Morrill)
6. Have Love, Will Travel – 2:40 (Richard Berry)
7. Psycho – 2:17 (Gerald Roslie)
8. Money (That's What I Want) (Cover del brano di Barrett Strong) – 2:00 (Janie Bradford, Berry Gordy)
9. Walkin' the Dog – 2:45 (Rufus Thomas)
10. Night Time Is the Right Time – 2:58 (Lew Herman)
11. Strychnine – 2:13 (Gerry Roslie)
12. Good Golly Miss Molly (Cover di Little Richard) – 2:08 (Robert Blackwell, John Marascalco)

Tracce bonus della ristampa del 1999
1. Keep a Knockin' (Cover di Little Richard) – 1:55 (Perry Bradford) – Contiene elementi di Farmer John dei Premiers
2. Don't Believe in Christmas – 1:46 (Gerald Roslie)
3. Santa Claus – 2:52 (Gerry Roslie, The Sonics)
4. The Village Idiot (Cover di Jingle Bells) – 2:38 (Tradizionale)

## Formazione
- Gerry Roslie – voce, tastiere
- Larry Parypa – chitarra, voce
- Andy Parypa – basso, voce
- Rob Lind – sassofono, armonica a bocca, voce
- Bob Bennett – batteria

### Altri
- Buck Ormsby – produttore
- Kent Morrill – produttore
- John L. Vlahovich – design dell'album
- Pete Ciccone – layout
- Jini Dellaccio – fotografie